# Estel de bari
Un estel de bari o estrella de bari és una estrella gegant de tipus espectral G i K, els espectres del qual mostren excés d'elements generats mitjançant el «procés S» de captura de neutrons, per la presència de bari ionitzat, Ba  +  i Ba  2 + , a una longitud d'ona de 455,4 nm. Els estels de bari també presenten els trets espectrals del carboni accentuats, les línies de les molècules CH, CN i CN  2 . Aquesta classe d'estels fou reconeguda i organitzada per William Bidelman i Philip Keenan.
L'estudi de les velocitats radials d'aquest tipus d'estels indueix a pensar que tots els estels de bari són binaris. Observacions a l'ultraviolat realitzades amb l'International Ultraviolet Explorer han detectat estels nans blancs com a companyes estel·lars d'alguns estels de bari.

## Formació
Es pensa que els estels de bari són el resultat de transferència de massa en un sistema binari. Aquesta transferència va tenir lloc quan l'estel gegant actual era encara un estel de seqüència principal. La seva companya, l'estrella donant, era un estel de carboni en la branca asimptòtica gegant que havia produït carboni i elements de procés-s en el seu interior. Aquests productes, provinents de la fusió nuclear, foren portats per convecció cap a la superfície de la gegant. Part d'aquest material contaminà la superfície de l'estel de seqüència principal quan la donant perdé massa al final de la seva evolució, convertint-se posteriorment en un estel nan blanc.
Actualment observem el sistema un temps indeterminat després de l'esdeveniment de transferència de massa, quan l'estel donant ja s'ha convertit en una nana blanca difícil de detectar, i l'estel contaminat ha evolucionat fins a ser, al seu torn, un estel gegant vermell.
Durant la seva evolució, un estel de bari pot ser més gran i més fred que el límit imposat per les classes espectrals G a K. En aquest cas, encara que l'estel és de tipus espectral M, l'excés d'elements de procés-s pot fer que manifesti una composició alterada com a peculiaritat espectral. Mentre la temperatura superficial de l'estel correspon al tipus M, l'estel pot mostrar línies d'absorció d'òxid de zirconi (ZrO), un dels elements produïts en el procés-s. Quan això succeeix, l'estel es classifica com a estrella S.
Així mateix, els estels CH són estels de Població II en estat evolutiu i amb peculiaritats espectrals i paràmetres orbitals similars, es pensa que poden ser anàlegs als estels de bari, encara que més antics i més pobres en metalls.

## Història
Històricament els estels de bari plantejaven un enigma; dins de la teoria estàndard de l'evolució estel·lar, els estels gegants de tipus G i K no posseeixen massa suficient com per poder sintetitzar el carboni i altres elements del procés-s detectats en les seves superfícies. El descobriment de la duplicitat d'aquests estels resol el problema, cosa que situa l'origen de les peculiaritats espectrals en un company estel·lar prou massiu com per a produir aquests elements. Es pensa que l'episodi de transferència de massa és molt breu dins de l'escala de temps de vida de l'estel binari. Aquesta hipòtesi prediu l'existència d'estelss de bari de la seqüència principal, es coneix almenys un estel d'aquestes característiques, HR 107.
Estels de bari prototípic són ζ Capricorni, HR 774 i HR 4474. Altres estels de bari més coneguts són Alphard (α Hydrae), Gacrux (γ Crucis) i Atria (α Trianguli Australis).